# Wasserkraftwerk Aarberg
Das Wasserkraftwerk Aarberg ist ein Laufwasserkraftwerk am Beginn des Hagneckkanal bei Aarberg, das 1963 in Betrieb genommen wurde. Die Anlage ist beinahe baugleich mit dem Wasserkraftwerk Niederried-Radelfingen ungefähr fünf Kilometer oberhalb der Anlage. Die installierte Leistung beträgt 15 MW und die mittlere Jahresproduktion 86 GWh. Das Wasser der Aare wird von zwei Kaplanturbinen genutzt, wobei je nach Wasserstand eine Gefällshöhe zwischen 6 m bis 10 m genutzt werden. Die Turbinen weisen in Summe ein Schluckvolumen von 190 m³/s auf.
Beim Wasserkraftwerk Aarberg wird ein kleiner Teil des Aare-Wassers in das alte Flussbett geleitet, das von der Aare vor der Juragewässerkorrektion benutzt wurde. Das Wasser dient dem Erhalt der Auenlandschaft und wird von einer kleinen Turbine genutzt. Je nach Jahreszeit werden zwischen 3,5 m³/s und 6 m³/s eingeleitet, um einen der Natur entsprechenden variierenden Wasserstand zu erhalten.
Das Wasserkraftwerk Aarberg wird von der BKW betrieben und gehört zu einem System von fünf Kraftwerken, die zwischen Wohlensee und dem Bielersee die Energie des Aare-Wassers nutzen.
| \| \| |
| Lagekarte der Kraftwerk zwischen Bern und Bielersee. Die Anlagen westlich des Wohlensees werden von der BKW betrieben. |
| |